# 長野県道253号赤石岳公園線
長野県道253号赤石岳公園線（ながのけんどう253ごう あかいしだけこうえんせん）は、長野県下伊那郡大鹿村の赤石岳公園から同村大河原の国道152号交点を結ぶ一般県道。起点から終点まで小渋川の右岸を走る。

## 概要

### 路線データ
- 起点：赤石岳公園
- 終点：下伊那郡大鹿村大河原（国道152号交点）

## 通過する自治体
- 長野県
  - 下伊那郡大鹿村

## 交差する道路
- 国道152号（終点）